# 571
571 је била проста година.

## Догађаји
- Визиготи под краљем Лиувигилдом нападају византијску провинцију Шпанију (данашња Андалузија) и заузимају град Кордобу. Након смрти свог брата Лијуве I, постаје једини владар Визиготског краљевства.
- Беневенто постаје главни град независног војводства, под поглаваром Ломбардије Зотом.
- Битка код Бедканфорда: Англосаксонци под краљем Катвулфом се боре против Британаца, и освајају насеља Ејлсбери, Бенсон, Ејншам и Лимбери (према англосаксонској хроници).
- Јустин II је одбио да плати Персијанцима данак од 500 фунти злата и умешао се у јерменске послове.
- Вуфа постаје први краљ Источне Англије, као што је забележено у англосаксонским краљевским родословима.
- Монофизити поново одбацују Халкидонски сабор, изазивајући још један раскол.